# 1932年の日本競馬
1932年の日本競馬（1932ねんのにほんけいば）では、1932年（昭和7年）の日本競馬界についてまとめる。
馬齢は旧表記で統一する。
1931年の日本競馬 - 1932年の日本競馬 - 1933年の日本競馬

## できごと

### 1月 - 3月
- 1月4日 - 阪神競馬倶楽部で競馬法施行10周年記念臨時競馬が5日間開催される[1]。
- 1月20日 - 帝国競馬協会の参事会は、中山競馬倶楽部提案の「新呼馬制度を廃止し、年齢別制度となすの件」について協議を行った[2]。
- 3月18日 - 農林省畜産局が馬体測定の方法と体高・胸囲・管囲について細かく通牒を行う[2]。
- 3月31日 - 清水組が建設する新府中競馬場の地鎮祭が行われる[1]。
- 3月 - 関東馬主倶楽部が規約を改正し、大日本馬主倶楽部を設立する[2]。

### 4月 - 6月
- 4月24日 - 目黒競馬場で第1回東京優駿大競走が行われる。第1回の優勝馬はワカタカ、優勝騎手は函館孫作。
- 6月3日 - 帝国競馬協会が、審判その他で問題の多い速歩競走について、畜産局作成の『速歩競走に関する研究』と題するパンフレットを配布する[2]。

### 7月 - 9月
- 7月21日 - 小倉税務署が小倉競馬倶楽部を臨検し、印紙税徴収のための帳簿を押収する。のちの8月12日に畜産局長は「勝馬投票券に対し、印紙税法は適用されない」と通牒した[2]。
- 7月26日 - 中山競馬倶楽部が競馬法施行10周年臨時競馬を4日間開催する[1]。
- 8月1日 - 畜産局長が速歩馬について「3200メートルを7分以内で通過すること。不合格馬は矯正調教のため6か月を経過するにあらざれば検査を受くることを得ず」と通牒する[2]。
- 8月3日
  - 畜産局長より、秋季競馬以降は分割競走を行わないよう通牒が行われる[2]。
  - 帝国競馬協会が臨時総会を開き、中間種の障碍競走について協議を行う[2]。
- 9月11日 - 新潟競馬場の第6競走新呼優勝競走において、野平省三騎乗のハイブレッドが故意に入着を遅らせたとして、新潟競馬倶楽部理事会は野平省三に対して1年間の騎乗停止処分を科した。また翌日にはハイブレッドの新呼出走権を剥奪、それに対して馬主の菊池寛は9月14日に倶楽部に対して会員退会届を出した[3]。

### 10月 - 12月
- 10月1日 - 陸軍省が地方馬の一斉調査を行う[2]。
- 10月5日 - 「馬政調査会」の官制が公布される[2]。
- 10月10日 - 新潟競馬倶楽部は先月のハイブレッド事件について、野平とともに調教師の田中和一郎を尋問する。倶楽部の判断では田中は不処罰となったものの、のちの10月31日に畜産局長より田中も処分するように通達があり、結果11月7日に処分が下された[3]。
- 10月 - 帝国競馬協会が佐藤繁信職員をイギリス・フランス・ドイツに留学させ、競馬の施行について学ばせた[2]。
- 11月7日 - 畜産局長は障碍競走の施行距離を2400メートル以上とし、また3600メートル以上の競走を毎季1回以上行うよう通牒した。ほか、障碍専用馬場のない競馬場には速やかに設備するよう指示も行った[2]。
- 11月21日 - 第6競走の繋駕速歩競走において、1位入線のジュウライが失格となる。のちに議会に持ち込まれるまでの問題になり、競馬の統制議論の発端となった[1]。
- 12月12日 - 第1回の馬政調査会が開かれ、馬政第2次計画について準備すべき事項について話し合われた[2]。

### その他
- 東京競馬倶楽部はこの年より目黒記念を年2回行うようになる[1]。
- 日本レース・クラブがステーツ・アイザックス所有のスリーピー・フォロー・ファームを買収し、育成牧場を開設する[1]。
- 種牡馬としてアスフォードとペパーミントが輸入される。アスフォードは奥羽種馬牧場に、ペパーミントは岩手種馬所に配付された[2]。

## 競走成績

### 公認競馬の主な競走
- 第1回東京優駿大競走（目黒競馬場・4月24日) 優勝 : ワカタカ（騎手 : 函館孫作）

## 誕生

### 競走馬
- 3月9日 - ガヴアナー
- 3月13日 - 月友
- 3月22日 - クレオパトラトマス
- 3月24日 - エレギヤラトマス
- 不明 - セフト

### 人物
- 1月28日 - 久保田敏夫
- 4月10日 - 諏訪富三
- 6月19日 - 森安弘昭
- 10月14日 - 黒坂洋基
- 12月3日 - 坂田正行
- 12月15日 - 飯塚好次

## 死去
- 8月8日 - 植田繁太郎（騎手）[4]